# 紅皮鞋 (童謠)
红皮鞋（日语：／ Akai kutsu）是一首日本童謠，野口雨情作词，本居長世作曲。其词、曲皆悲怆凄凉。

## 歌谣背景
背景为明治三十七年（公元1904年）七月十五日，有一个叫岩崎嘉代的女子，生了一个女儿，名为贵美，其父不知为何人。后嘉代和铃木志郎结婚，两人计划居住在北海道，但是他们生計甚苦，于是托一对美国传教士夫妇养育贵美。传教士夫妇回国时，因贵美患结核病，不能将其带回，无奈将其留在位于麻布的鳥居坂教会孤儿院，贵美九岁就早逝了。
明治三十八年（公元1905年），嘉代夫妇到北海道羊蹄山，农场社解散后，志郎于是迁居札幌，谋职於报社，而遇到野口雨情。二人就结为朋友，志郎将贵美的事告诉雨情，雨情于是创作红皮鞋一词，在大正十年发表在杂志。后来本居長世为之谱曲。
嘉代直到逝世都不知道贵美已死去了，生前常猜想贵美一定是幸运地跟从养父母去了美国。